# Canterbury
Bản mẫu:Thông tin thành phố
Canterbury [ˈkæntəˌbɹi] là một thành phố ở phía đông Kent ở Đông Nam của Anh. Trong tiếng Latin thành phố này được gọi là Durovernum Cantiacorum; do thành phố nằm ở giao cắt của 3 tuyến đường từ các cảng Regulbium (Reculver), Dubris (Dover) và Lemanis (Lympne); và thành phố này nằm ở nơi được gọi là Watling Street. Tường thành của thành phố và một trong những cổng vào thành phố hiện vẫn còn. Canterbury có dân số 42.259 người (2001). Thành phố này cách Luân Đôn 62,8 dặm Anh.
Trung tâm hành chính của thành phố là Tổng giám mục Canterbury, tổng giám mục của toàn Anh, nơi đứng đầu Giáo hội Anh và các nhóm đạo Anglican trên toàn thế giới. Thomas Beckett đã bị giết ở Đại giáo đường Canterbury; Vua Henry IV đã được chôn cất cùng với Edward Hắc Hoàng tử. Ngoài ra, Geoffery Chaucer đã viết Truyện cổ tích Canterbury về những người hành hương và về người dân. 